# Duliophyle erecta
Duliophyle erecta är en fjärilsart som beskrevs av Eugen Wehrli 1953. Duliophyle erecta ingår i släktet Duliophyle och familjen mätare. Inga underarter finns listade i Catalogue of Life.